# Clubiona acanthocnemis
Clubiona acanthocnemis là một loài nhện trong họ Clubionidae.
Loài này thuộc chi Clubiona. Clubiona acanthocnemis được Eugène Simon miêu tả năm 1906.